# 믿는 사람들은 주의 군사니

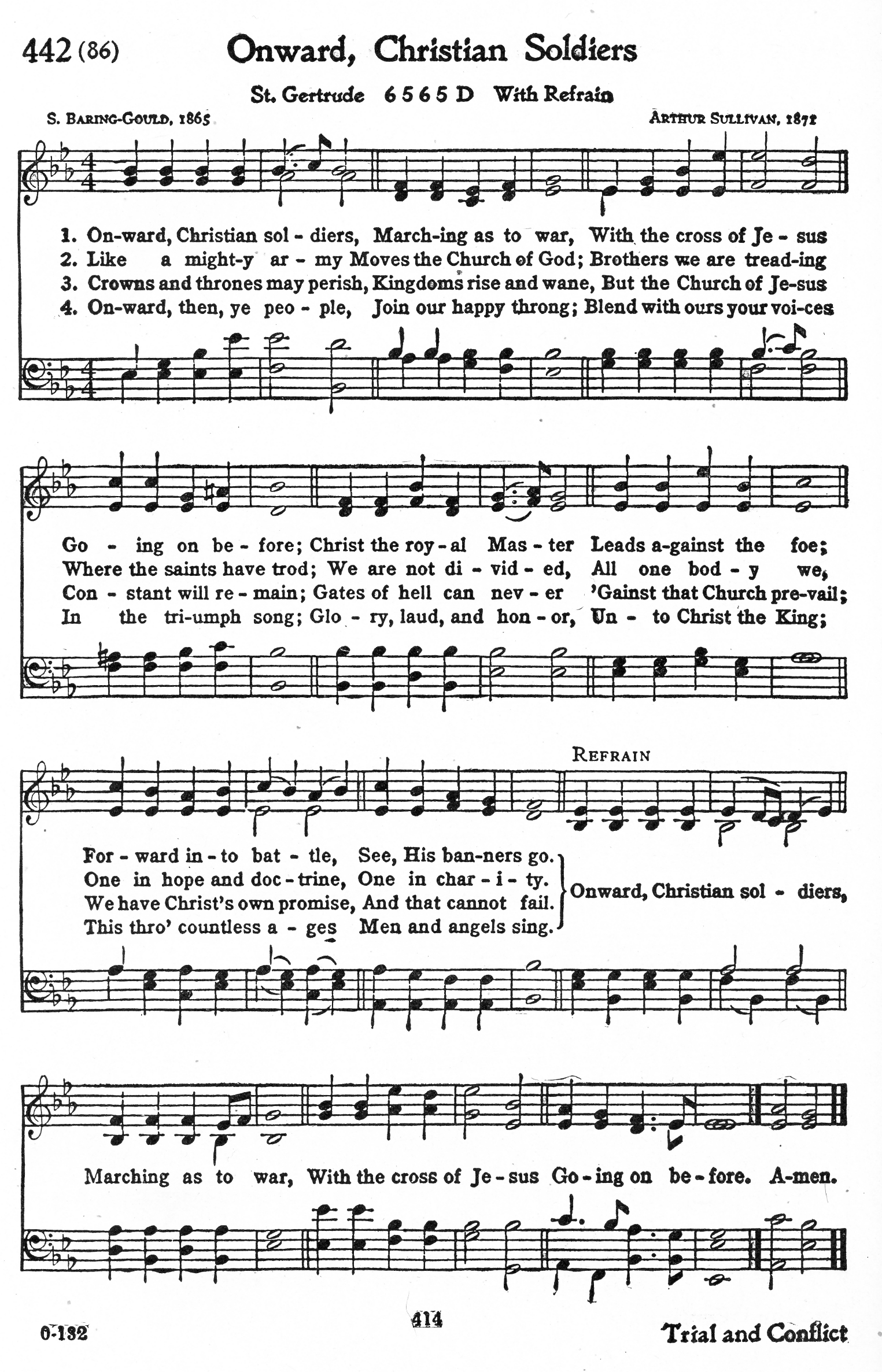

믿는 사람들은 주의 군사니(Onward, Christian Soldiers)는 19세기 잉글랜드 찬송가이다. 이 가사는 1865년 사빈 베어링-굴드(Sabine Baring-Gould)가 썼고, 음악은 1871년 아서 설리번이 작곡했다. 설리반은 이 곡을 그의 친구 어니스트 클레이 커 세이머(Ernest Clay Ker Seymer)의 아내 이름을 따서 "St Gertrude"라고 명명했다. 구세군은 이 찬송을 선호하는 행진곡으로 채택했다. 이 작품은 설리반의 가장 인기 있는 찬송가가 되었다. 찬송가의 주제는 그리스도인이 그리스도를 위한 군인이라는 신약성경의 언급에서 따온 것이다. 예를 들어 디모데후서 2:3: "너는 그리스도 예수의 좋은 군사로 고난을 견디라."가 있다.